# Gjerdingenita-Na
La gjerdingenita-Na és un mineral de la classe dels silicats, que pertany al grup de la kuzmenkoïta. Rep el nom per la relació amb les altres espècies de gjerdingenita i pel domini de l'ió sodi (Na).

## Característiques
La gjerdingenita-Na és un silicat de fórmula química K₂Na(Nb,Ti)₄(Si₄O₁₂)₂(OH,O)₄·5H₂O. Va ser aprovada com a espècie vàlida per l'Associació Mineralògica Internacional l'any 2005. Cristal·litza en el sistema monoclínic.
Segons la classificació de Nickel-Strunz, pertany a «09.CE - Ciclosilicats amb enllaços senzills de 4 [Si₄O₁₂]8- (vierer-Einfachringe), sense anions complexos aïllats» juntament amb els següents minerals: papagoïta, verplanckita, baotita, nagashimalita, taramel·lita, titantaramel·lita, barioortojoaquinita, byelorussita-(Ce), joaquinita-(Ce), ortojoaquinita-(Ce), estronciojoaquinita, estroncioortojoaquinita, ortojoaquinita-(La), labuntsovita-Mn, nenadkevichita, lemmleinita-K, korobitsynita, kuzmenkoïta-Mn, vuoriyarvita-K, tsepinita-Na, karupmøllerita-Ca, labuntsovita-Mg, labuntsovita-Fe, lemmleinita-Ba, gjerdingenita-Fe, neskevaaraïta-Fe, tsepinita-K, paratsepinita-Ba, tsepinita-Ca, alsakharovita-Zn, gjerdingenita-Mn, lepkhenelmita-Zn, tsepinita-Sr, paratsepinita-Na, paralabuntsovita-Mg, gjerdingenita-Ca, gutkovaïta-Mn, kuzmenkoïta-Zn, organovaïta-Mn, organovaïta-Zn, parakuzmenkoïta-Fe, burovaïta-Ca, komarovita i natrokomarovita.

## Formació i jaciments
Va ser descoberta a la pedrera Poudrette, situada al mont Saint-Hilaire, dins el municipi regional de comtat de La Vallée-du-Richelieu, a Montérégie (Quebec, Canadà). Es tracta de l'únic indret de tot el planeta on ha estat descrita aquesta espècie mineral.